# Châlons-du-Maine
 Châlons-du-Maine  es una población y comuna francesa, en la región de Países del Loira, departamento de Mayenne, en el distrito de Laval y cantón de Argentré.

## Demografía
| 327 | 325 | 298 | 284 | 377 | 422 |
| Para los censos de 1962 a 1999 la población legal corresponde a la población sin duplicidades (Fuente: INSEE [Consultar]) |     |     |     |     |     |